# Cucurbita palmata
Cucurbita palmata är en gurkväxtart som beskrevs av S. Wats.. Cucurbita palmata ingår i släktet pumpor, och familjen gurkväxter. Inga underarter finns listade i Catalogue of Life.

## Bildgalleri

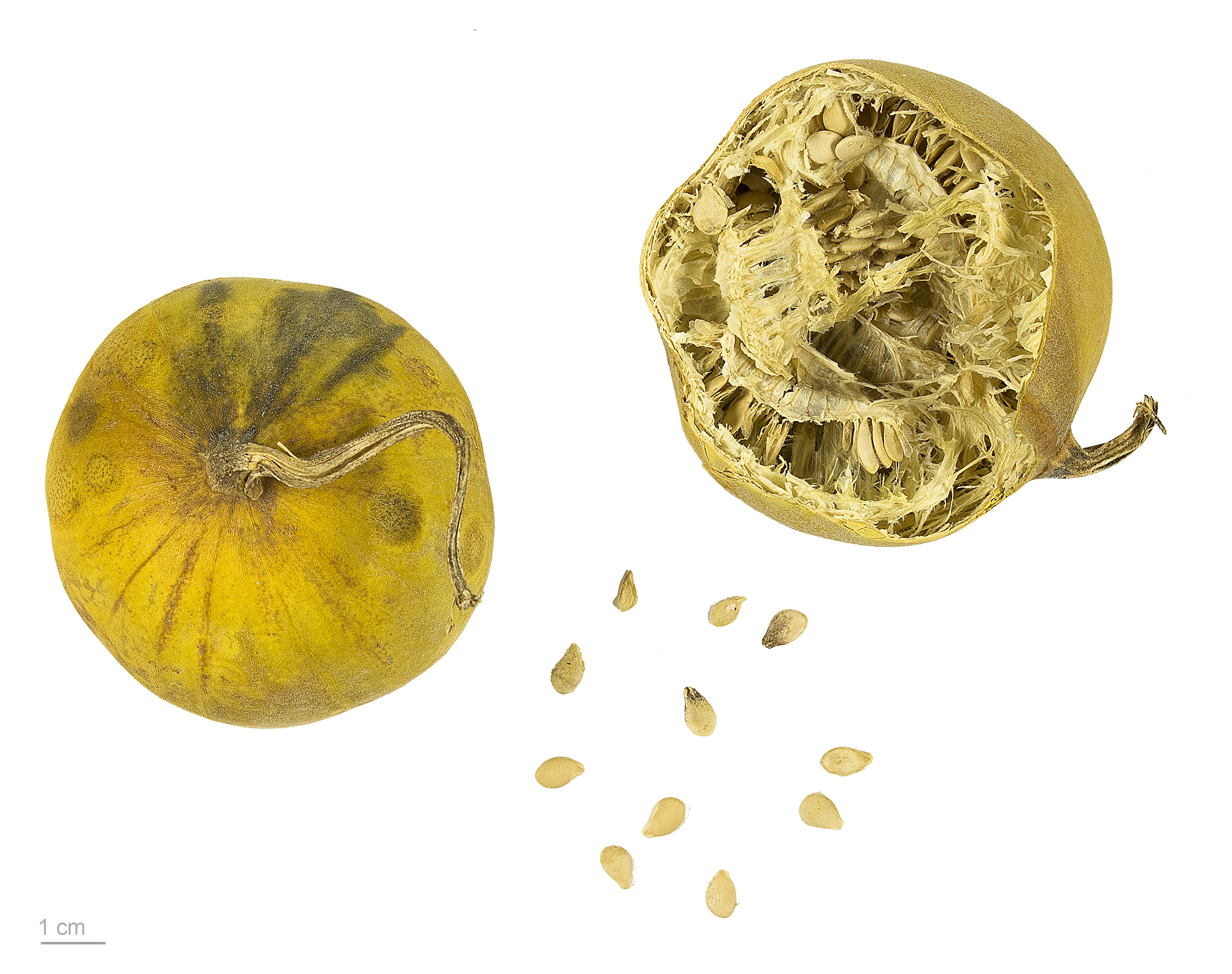
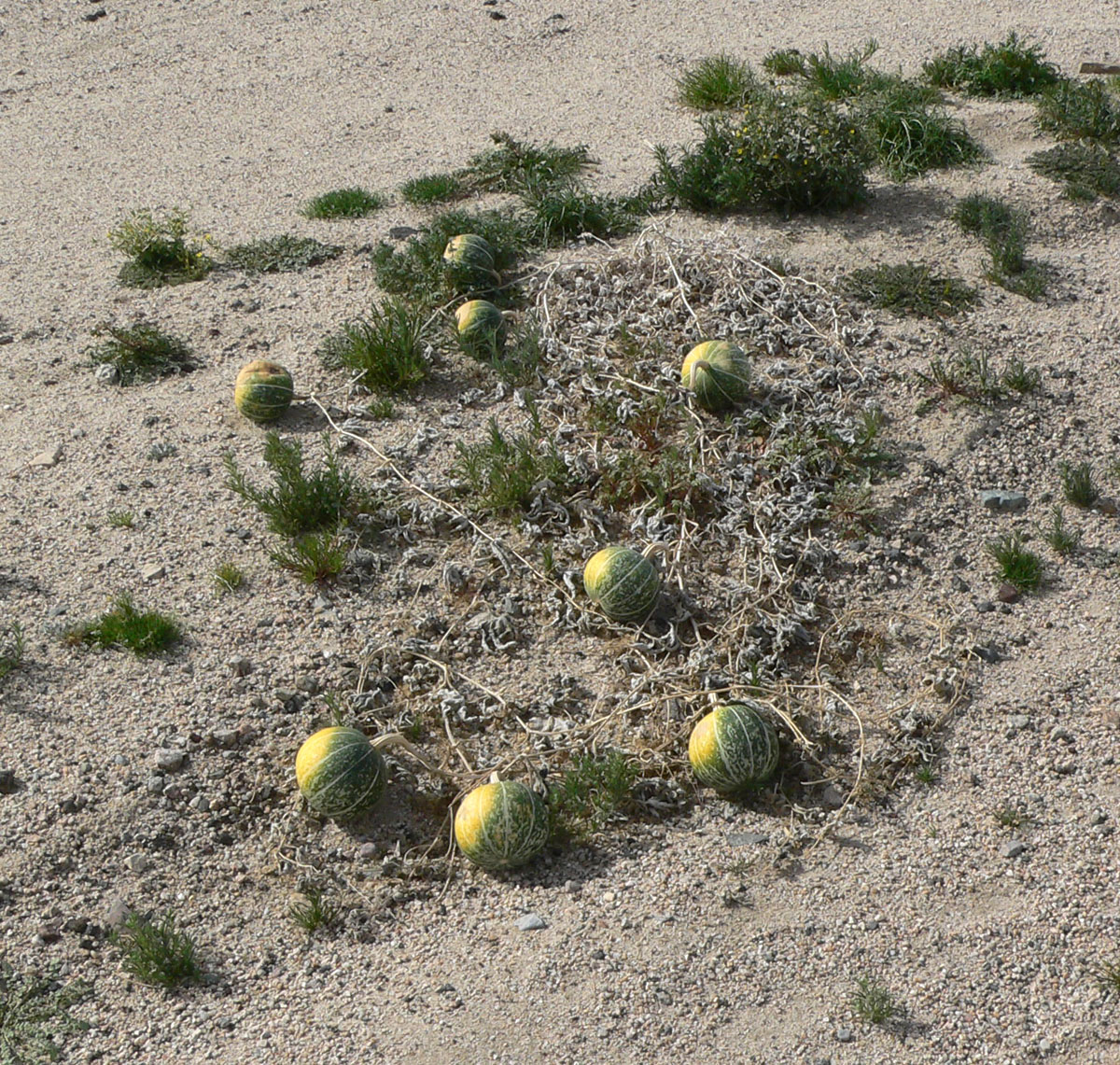
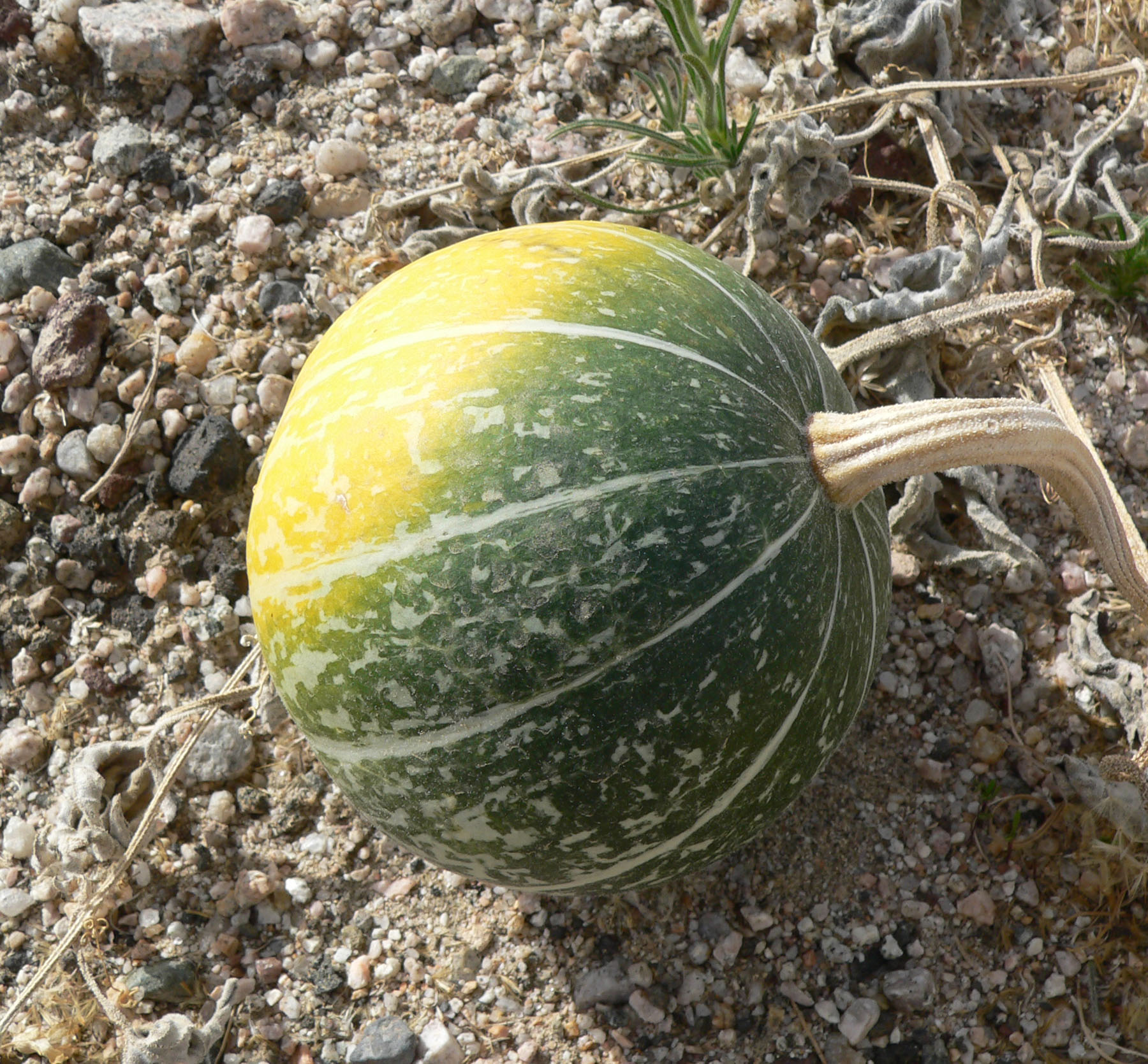
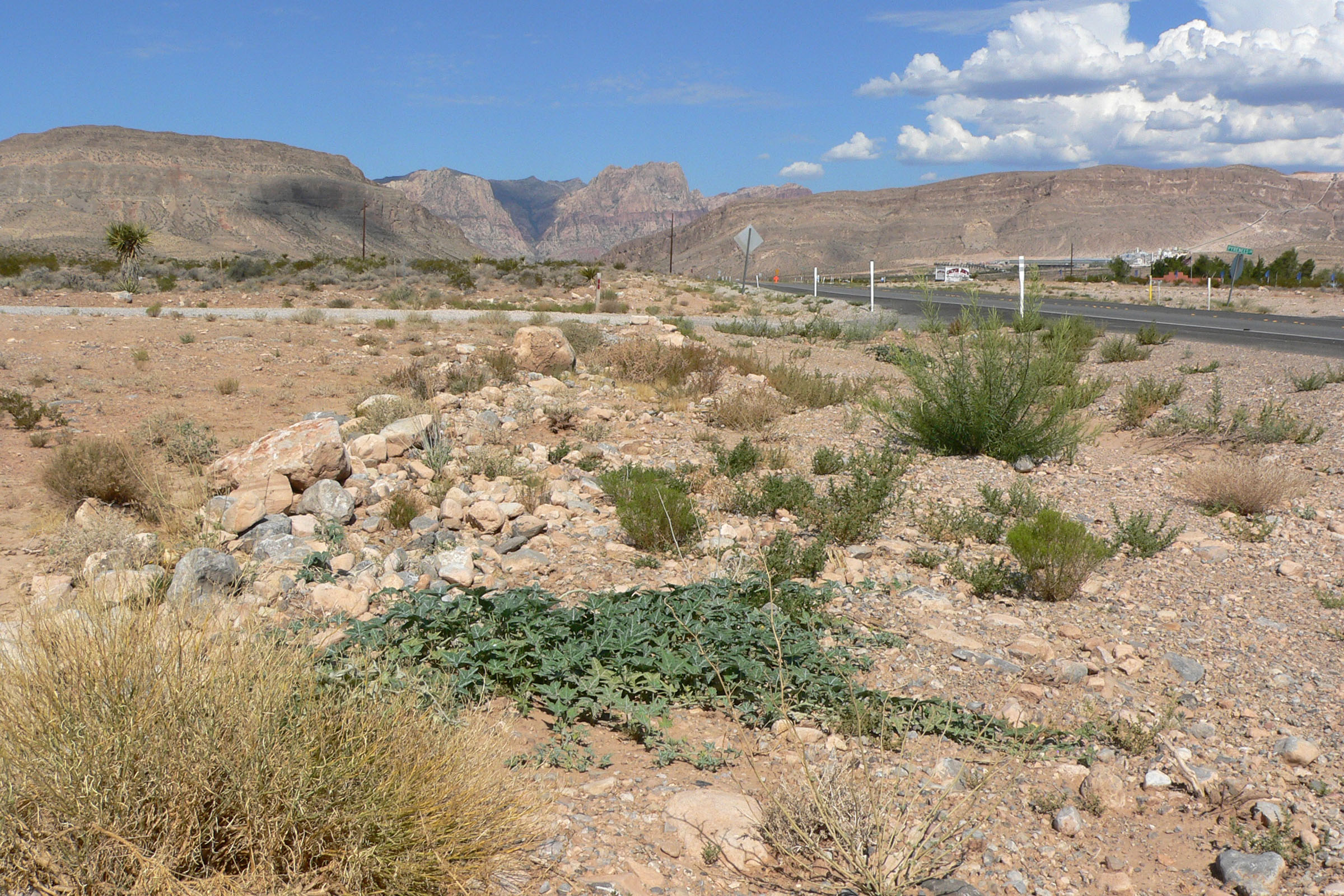
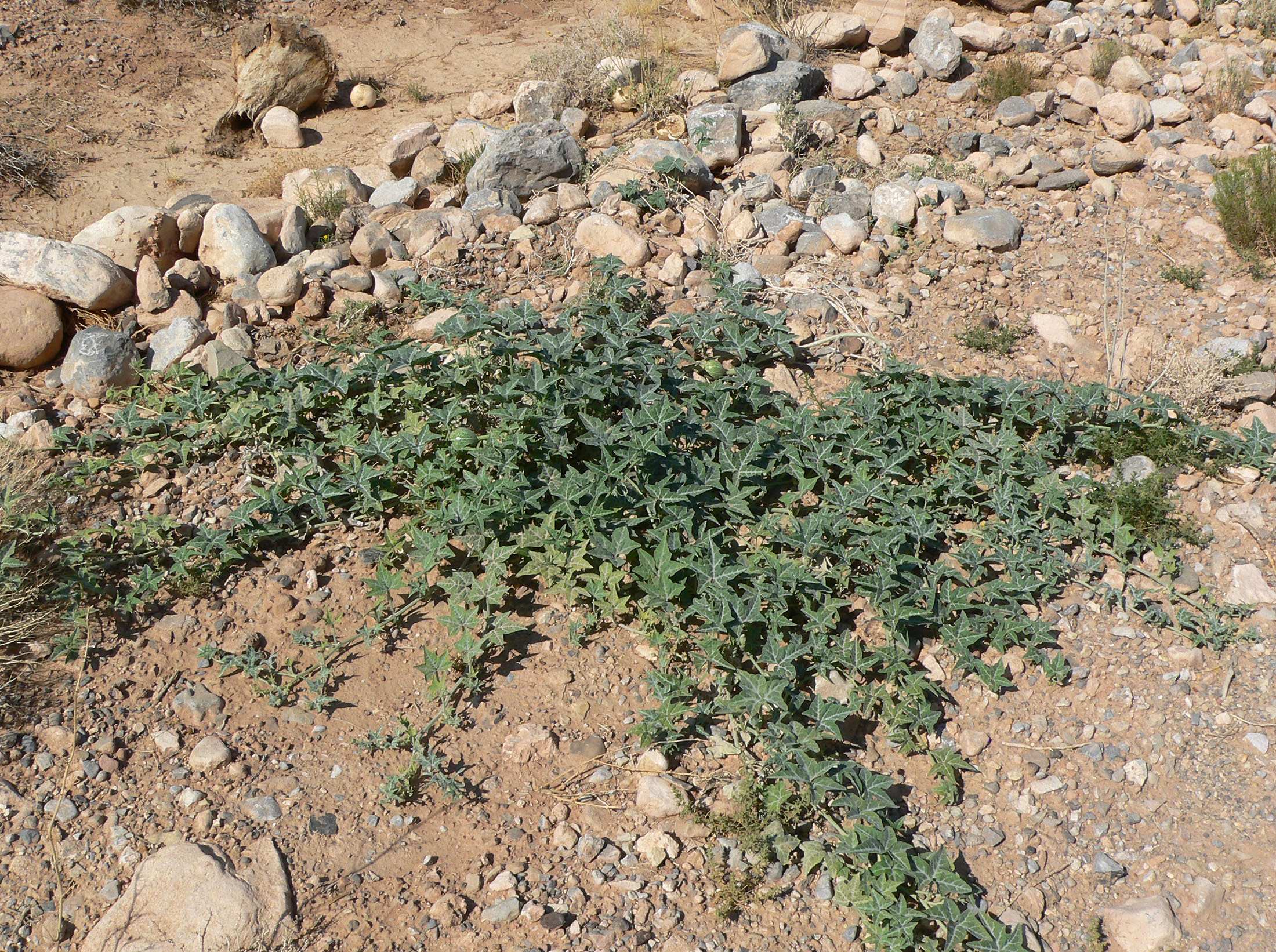
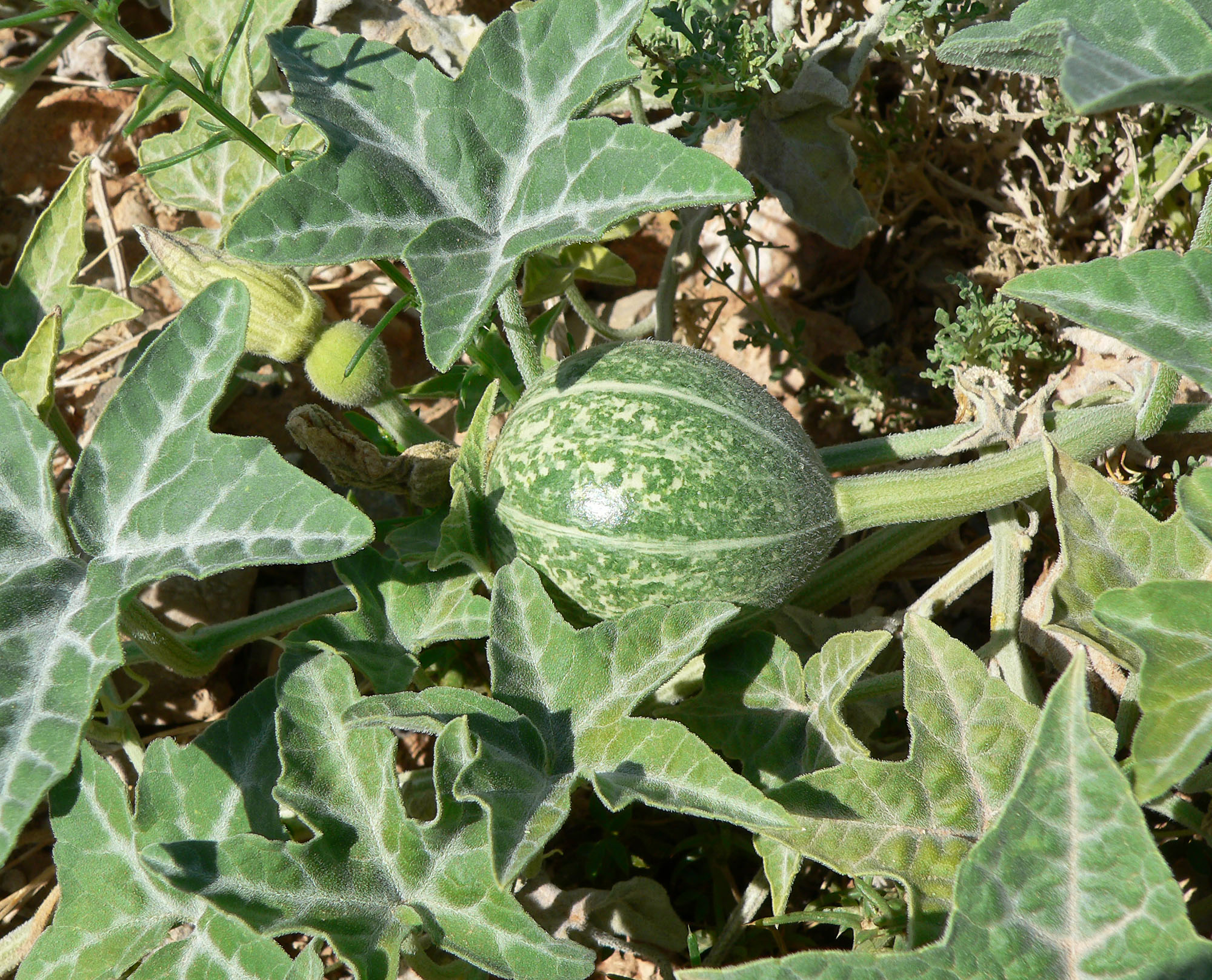